# Insediamento occidentale

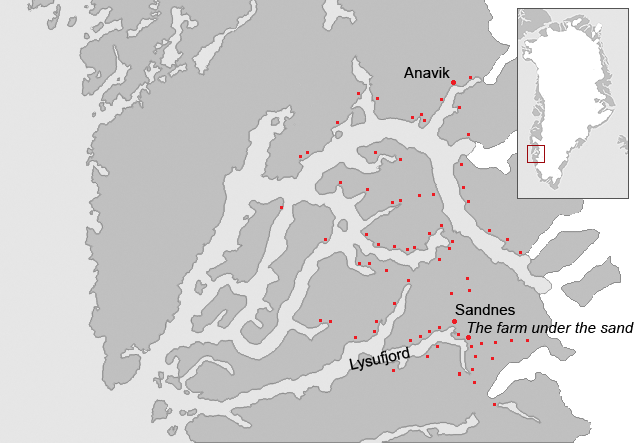
Mappa dell'Insediamento Occidentale

L'insediamento occidentale (Vestribygð in norvegese antico) era la più piccola delle due aree della Groenlandia colonizzate verso l'anno 1000 da agricoltori nordici provenienti dall'Islanda (l'altro insediamento era l'Insediamento Orientale) che al massimo della sua espansione fu abitato da 1000 individui. L'insediamento nordico scomparve nella metà del XIV secolo. 
A dispetto del nome l'Insediamento Occidentale era più a nord che a ovest dell'altro insediamento e, come l'Insediamento Orientale, si trovava nella costa sudoccidentale della Groenlandia.

## GUS - Nuuk
Nel 1990, a 80 km da Nuuk, venne ritrovata un'antica fattoria di età norrena sotto la sabbia di un fiume. Questo sito venne chiamato Gården Under Sandet (dal danese, "la fattoria sotto la sabbia"), da cui deriva l'acronimo Gus. Il banco fluviale ricopriva i resti della fattoria, ritrovati a una profondità di 1,5 metri. Questa particolare condizione permise alla struttura lignea di preservarsi. 
L'edificio più antico risale a un periodo compreso tra il 1000 e il 1050. Consiste di una casa a tre navate lunga, all'interno, 12 metri e larga 5 metri. Le pareti erano alte 1,9 metri ed erano costruite interamente di blocchi di torba (in modo simile alle case di torba islandesi). Il tetto era fatto di legno e di torba ed era sostenuto da due colonne che separavano l'edificio in tre navate. Nello spazio centrale vi era un focolare molto largo e alle pareti si trovavano banchine di legno larghe 1,5 metri. Nell'area nord, immediatamente dietro la porta d'ingresso, si situa una cucina. 
Nel sito sono stati rinvenuti alcuni oggetti che farebbero presumere contatti con la cultura Dorset.